# Батугин, Антон Андрианович
Анто́н Андриа́нович Бату́гин (род. 30 ноября 1980, Кемерово) — российский кёрлингист, старший тренер сборной России по кёрлингу на колясках. Заслуженный Тренер России (2017, спорт лиц с поражением ОДА). 
Под его руководством сборная команда России завоевала серебро зимних Паралимпийских игр 2014, на чемпионате мира 2013 стала пятой, на чемпионатах мира 2015, 2016, 2020 — завоевала золото; на чемпионате мира 2017 — серебряные медали, а на чемпионате мира 2021 — бронзовые медали. Также был одним из тренеров, фактически исполняющим обязанности старшего, сборной России по кёрлингу на колясках на чемпионате мира 2012, когда сборная России стала чемпионом мира в первый раз; старший тренер команды по кёрлингу на колясках Нейтральных Паралимпийских Атлетов на Зимних Паралимпийских играх 2018. В качестве тренера и тренера-консультанта помогал сборным командам Беларуси, Гонконга на чемпионатах мира в 2017—2019 гг.

## Команды
| Сезон                                          | Четвёртый          | Третий          | Второй          | Первый              | Запасной        | Турниры              |
| ---------------------------------------------- | ------------------ | --------------- | --------------- | ------------------- | --------------- | -------------------- |
| Беларусь                                       |                    |                 |                 |                     |                 |                      |
| 2005—06                                        | Oleksii Voloshenko | Yuri Kochubey   | Ihar Mishaniov  | Антон Батугин       |                 | ЧЕ 2005 (27 место)   |
| 2009—10                                        | Ihar Platonov      | Антон Батугин   | Yury Pauliuchyk | Andrey Aulasenka    | Yuri Karanevich | ЧЕ 2009 (30 место)   |
| Россия                                         |                    |                 |                 |                     |                 |                      |
| 2010—11                                        | Георгий Давтян     | Антон Батугин   | Денис Гальцов   | Александр Белявский | Сергей Бикбаев  | КРМ 2010 (10 место)  |
| 2011—12                                        | Георгий Давтян     | Антон Батугин   | Денис Гальцов   | Павел Колобухов     |                 | КРМ 2011 (4 место)   |
| Кёрлинг среди смешанных команд (mixed curling) |                    |                 |                 |                     |                 |                      |
| 2009—10                                        | Григорий Давтян    | Юлия Лачевская  | Антон Батугин   | Мария Козорез       |                 | КРСК 2009 (16 место) |
| 2010—11                                        | Антон Батугин      | Наталья Евсеева | Денис Гальцов   | Наталья Янина       |                 | КРСК 2010 (13 место) |

(скипы выделены полужирным шрифтом)

## Результаты как тренера национальных сборных
| Год  | Турнир                                                 | Сборная                            | Место |
| ---- | ------------------------------------------------------ | ---------------------------------- | ----- |
| 2012 | Чемпионат мира по кёрлингу на колясках 2012            | Россия (на колясках)               | 1     |
| 2013 | Чемпионат мира по кёрлингу на колясках 2013            | Россия (на колясках)               | 5     |
| 2014 | Зимние Паралимпийские игры 2014; кёрлинг на колясках   | Россия (на колясках)               | 2     |
| 2015 | Чемпионат мира по кёрлингу на колясках 2015            | Россия (на колясках)               | 1     |
| 2016 | Чемпионат мира по кёрлингу на колясках 2016            | Россия (на колясках)               | 1     |
| 2017 | Чемпионат мира по кёрлингу на колясках 2017            | Россия (на колясках)               | 2     |
| 2017 | Чемпионат мира по кёрлингу среди смешанных пар 2017    | Беларусь (смешанная пара)          | 22    |
| 2018 | Зимние Паралимпийские игры 2018; кёрлинг на колясках   | Россия (на колясках)               | 5     |
| 2018 | Чемпионат мира по кёрлингу среди смешанных команд 2018 | Беларусь (смешанная команда)       | 14    |
| 2019 | Чемпионат мира по кёрлингу на колясках 2019            | Россия (на колясках)               | 7     |
| 2019 | Чемпионат мира по кёрлингу среди ветеранов 2019        | Гонконг (ветераны муж.)            | 19    |
| 2020 | Чемпионат мира по кёрлингу на колясках 2020            | Россия (на колясках)               | 1     |
| 2021 | Чемпионат мира по кёрлингу на колясках 2021            | Россия (на колясках)               | 3     |
| 2024 | Зимние юношеские Олимпийские игры 2024                 | Казахстан (юниоры, смешанная пара) | 18    |
| 2024 | Панконтинентальный чемпионат по кёрлингу 2024          | Казахстан (мужчины)                | 10    |
| 2024 | Панконтинентальный чемпионат по кёрлингу 2024          | Казахстан (женщины)                | 11    |

## Биография
В юности занимался бегом (выполнил норматив кандидата в мастера спорта по лёгкой атлетике, выиграл зимний чемпионат Москвы 2001 в эстафете, чемпионат Москвы среди студентов в помещении на дистанции 200м и др.). Был редактором газеты Московского государственного горного университета (сейчас – Горный институт НИТУ «МИСиС») «Горняцкая смена» с октября 2000 по 2002 год. Выпускник МГГУ по специальности «маркшейдер». В 2012 году окончил Московскую Государственную Академию Физической Культуры. 
В 2003 без опыта пошёл работать инструктором по кёрлингу и айс-мейкером в первый открывшийся московский кёрлинг-клуб "Планета Льда", где проработал до 2010 года.
Работал судьёй (end ice observer) на чемпионате Европы по кёрлингу 2004 года (София, Болгария);
Работал айс-мейкером - специалистом по подготовке льда на:
- Чемпионате Европы 2005 в Гармиш-Партенкирхене, Германия (на этом турнире участвовал и в качестве игрока, выступая за сборную Белоруссии на позиции ведущего),
- Чемпионате Европы 2006 в Базеле, Швейцария,
- Чемпионате Европы 2008 в Орнскольдсвике, Швеция,
- Чемпионате Европы 2011 в Москве,
- Чемпионате мира среди юниоров в 2005 году в Турине, Италия
- Чемпионате мира среди мужских команд 2010 в Базеле, Швейцария,
- Зимних Олимпийских играх 2006 в Турине, Италия.

Играл на чемпионате Европы по кёрлингу 2009 года в группе B2 под третьим номером в составе сборной Беларуси. 
Выступал как игрок на Чемпионатах и Кубках России с 2003 по 2012 годы. Участник и призер множества международных любительских турниров в разных странах.
На Чемпионатах России по кёрлингу на колясках 2011/2012, 2012/2013, 2013/2014, 2014/2015, 2015/2016, 2016/2017, 2017/2018, 2018/2019, 2019/2020, 2020/2021 работал судьей и комментатором онлайн-трансляций.
Российскую команду по кёрлингу на колясках тренирует с 2011 года (по собственным словам, без игровой практики он вряд ли смог бы стать наставником) и возглавляет с 2012 года. При этом, в отдельные периоды работал с командами по кёрлингу на колясках из Москвы с 2007 года, а также - Красноярского края в 2020-2021 гг. Также Антон преподавал в СДЮСШОР «Москвич» с 2012 по 2020г.
Участник движения parkrun - еженедельных забегах на 5 км. В 2019 году - финишер двух полумарафонов: Московский полумарафон (2:24:43) и Полумарафон Лужники (2:19:37); в 2020 году - финишер 7 различных полумарафонов. Автор ряда научных статей по тематике "кёрлинг на колясках" (ссылка на профиль автора в электронной научной библиотеке e-library.ru)

## Награды
- Заслуженный тренер России (2017).
- Медаль ордена «За заслуги перед Отечеством» II степени (22 марта 2014 года)[9] — за большой вклад в развитие физической культуры и спорта, подготовку спортсменов, добившихся высоких спортивных достижений на XI Паралимпийских зимних играх 2014 года в городе Сочи
- Премия Паралимпийского комитета России «Возвращение в жизнь», номинация "Точка опоры" (2017).
- Нагрудный знак «Отличник физической культуры и спорта»[10].